# Schmidthahn
Schmidthahn ist ein Ortsteil der Ortsgemeinde Steinebach an der Wied im Westerwaldkreis in Rheinland-Pfalz. Der Ort gehört der Verbandsgemeinde Hachenburg an.

## Lage
Schmidthahn liegt im Oberen Wiedtal an der Westerwälder Seenplatte, etwa sechs Kilometer südlich von Hachenburg und 20 Kilometer nördlich von Montabaur. Die Gemarkung des Dorfes grenzt im Norden an Gehlert, im Osten an eine Exklave von Alpenrod und an Lochum, im Südwesten an Dreifelden, im Süden an Steinen, im Südwesten an Hartenfels sowie im Westen und Nordwesten an Steinebach. Auf der Gemarkung von Schmidthahn liegen zudem die Dörfer Langenbaum und Seeburg.
Auf der Gemarkung von Schmidthahn liegen der Haidenweiher und der Hofmannsweiher. Bei der Ortschaft Seeburg grenzt Schmidthahn an den Dreifelder Weiher. Durch die Gemarkung von Schmidthahn fließen die Wied und der Steinebach. Durch Schmidthahn führen die Kreisstraßen 1, 2 und 24. Die Bundesstraße 8 ist etwa vier Kilometer entfernt.

## Geschichte
Schmidthahn wurde während des 13. Jahrhunderts als Smiterhan erstmals urkundlich erwähnt. Historisch gehörte Schmidthahn zum Kurfürstentum Trier. Dort gehörte das Dorf zum Kirchspiel Dreifelden. 1718 wurde die zum Ort gehörte Neumühle erstmals urkundlich erwähnt. Im Fürstentum Wied verblieb Schmidthahn bis 1803, danach kam der Ort zum Herzogtum Nassau und gehörte dort zum Amt Grenzhausen im Regierungsbezirk Ehrenbreitstein. Von den Gebietsabtretungen nach dem Wiener Kongress 1815 war Schmidthahn nicht betroffen, die Gemeinde wurde lediglich in das Amt Selters eingegliedert. Erst 1867 kam Schmidthahn zum Königreich Preußen.
Die Gemeinde Schmidthahn wurde als Teil des Amtes Selters in den neu gebildeten Unterwesterwaldkreis eingegliedert. Im Jahr 1886 wurde das Amt schließlich endgültig aufgelöst. Durch die Gebietsreformen in Rheinland-Pfalz wurde Schmidthahn mit den Ortsteilen Langenbaum und Seeburg in die Gemeinde Steinebach an der Wied eingegliedert. Der Unterwesterwaldkreis wurde am 16. März 1974 aufgelöst und Teil des neuen Westerwaldkreises. Schmidthahn gehört der Verbandsgemeinde Hachenburg an.

## Persönlichkeiten
- Johann Friedrich Alexander zu Wied-Neuwied (1706–1791), Graf zu Wied-Neuwied und ab 1784 erster Fürst zu Wied, wurde im Ortsteil Seeburg geboren